# Варварино (деревня, Москва)
Варва́рино — деревня в Троицком административном округе Москвы (до 1 июля 2012 года в составе Подольского района Московской области). Входит в состав Краснопахорского района.

## Население
| 1859 | 1890 | 1899 | 1926 | 2002 | 2006 | 2010 |
| ---- | ---- | ---- | ---- | ---- | ---- | ---- |
| 15   | ↗246 | ↘165 | ↘17  | ↘16  | ↘8   | ↗25  |

Согласно Всероссийской переписи, в 2002 году в деревне проживало 16 человек (7 мужчин и 9 женщин). По данным на 2005 год в деревне проживало 8 человек.

## География
Деревня Варварино расположена на правом берегу реки Пахры примерно в 19 км к западу от центра города Подольска. Восточнее деревни проходит Калужское шоссе. Ближайшие населённые пункты — село Красная Пахра и деревня Юрово.

## История
Впервые Варварино упоминается в документах, датированных 1588 годом. По писцовым книгам 1627—1628 гг. упоминается деревня Варварино на речке Варварке у реки Пахры Московского уезда Замыцкой волости как вотчина братьев Пантелея, Степана и Константина Михайловичей Чириковых. В деревне было 2 двора крестьянских и бобыльский двор, всего 4 человека. А владели они этой деревней по купчей 1588 года, когда их отец Михаил Иванович Чириков купил её у «Авдотьи Ивановой дочери Волчичева, Ивановской жены Чирикова». Ровно девяносто лет владели Варварино Чириковы — Семён Михайлович передал 2 двора вотчинников и 8 крестьянских племяннику Алексею Пантелеевичу. С 1678 года деревня Варварино перешла во владение боярину Ивану Богдановичу Милославскому, симбирскому воеводе за его активное участие в подавлении восстания под предводительством Степана Разина, хотя сельцо то было небольшим — 15 крестьянских и бобыльских дворов.
При его сыне Сергее Ивановиче Милославском в 1689—1693 годах была построена каменная церковь Рождества Христова, после чего село получило своё второе название — Рождественское. Во второй половине XVIII века село было поделено между Николаем Михайловичем Милославским и Анной Никитичной Нарышкиной. Позднее село принадлежало действительному тайному советнику Сергею Петровичу Румянцеву и княгине Любови Петровне Голицыной. Во второй половине XIX века село принадлежало генерал-адъютанту Сергею Павловичу Голицыну, который в 1876 году продал его некому Костякову из Серпухова.

## Достопримечательности
В деревне Варварино сохранилась церковь Рождества Христова, построенная в 1689—1693 годах. Однокупольный храм построен в стиле московского барокко. Колокольня построена в начале XIX века в стиле русской готики. Церковь закрывалась в советское время, но в 1992 году была вновь открыта. Церковь Рождества Христова является памятником архитектуры федерального значения.
В деревне сохранился бывший усадебный парк.